# 吴素英
吴素英（1967年7月—），生于浙江绍兴，越剧女演员，擅长小旦，一级演员。1986年，进入成为绍兴小百花越剧团。艺术上师承吕瑞英。代表作有越剧《白蛇传》《狸猫换太子》《三看御妹》《穆桂英挂帅》《九斤姑娘》等。2009年，吴素英凭借在越剧《李慧娘》中的出色表演获得中国戏剧梅花奖。

## 外部連結
- 越剧吴素英的微博_微博